# Guilherme Roer
Guilherme Roer (em alemão:  Wilhelm Friedrich Clemens Röer; Warendorf, 29 de setembro de 1822 — Porto Alegre, 8 de outubro de 1891) foi um padre alemão radicado no Brasil.

## Vida e carreira
Filho do médico Franz Roer e de Sophia Honthumb, foi ordenado diácono em 8 de abril de 1848.
Chegou ao Brasil em 1860, sendo recomendado ao vigário da Colônia Dona Francisca, atual Joinville, Carlos Boegershausen, fixando-se no mesmo ano na Colônia Vargem Grande e depois na Colônia Teresópolis, onde foi cura de 1862 a 1889. Com a unificação da Colônia Teresópolis com a Colônia Santa Isabel, sendo empossado como diretor Theodor Todeschini, Guilherme Roer assumiu o cargo de padre católico, assumindo Christian Tischhauser o cargo de pastor luterano.
Conduziu as cinquenta e duas famílias de colonos provenientes da Colônia Teresópolis, estabelecidos desde 1863 na localidade de Rio do Salto, que se estabeleceram em 1873 no Vale do Braço do Norte, na Colônia Espontânea do Braço do Norte.
Foi sepultado no Cemitério da Santa Casa de Misericórdia em Porto Alegre.